# كلبية (أسرة)
الكَلبية (الاسم العلمي: Caninae) هي أُسرة من فَصيلة الكلبيات، وتُعتبر واحد من ثلاث أُسر في الفصيلة. تحتوي أُسرة الكلبية على كل الأنواع الكلاب الحية مثل جنس الكلب والثعالب بالإضافة إلى أقاربها المنقرضين. تم العثور على حفرياتهم في العصر الأوليغوسين بأمريكا الشمالية، ولم تنتشر إلى آسيا حتى نهاية الميوسين.(ص.122)

## انضر أيضًا
- الكلبيات
- جنس الكلب
- جنس الثعلب